# John Buckingham (Musiker)
John Buckingham (* um 1940; † 2017) war ein US-amerikanischer Tubist, der sich sowohl im Jazz als auch in der klassischen Musik hervortat.
Buckingham war Mitte der 1960er-Jahre Mitglied des von Kermit Moore gegründeten Orchesters Symphony of the New World und tourte in einem von State Department gesponserten Orchester in Afrika. Um 1970 arbeitete er in der Hotel Lobby Band von Carla Bley  (Escalator over the Hill) und 1985–88 im Bill Dixon Quartett mit Mario Pavone und Laurence Cook, zu hören auf den Soul-Note-Alben Thoughts und Sons of Sysyphus. Im Bereich des Jazz war er zwischen 1968 und 1988 an 20 Aufnahmesessions beteiligt.
Im Broadway-Musical Fourtune trat Buckingham 1980 als Mitglied einer New-Orleans-Jazz-Band auf, der auch Lars Edegran (Piano), Kenny Davern, Dick Vance und Clay Burt (dr) angehörten. 1982 spielte er am Broadway mit Dick Vance, Eddie Barefield, Lillette Harris Jenkins (Piano) und Clay Burt als Rollicking New Orleans Blue Serenaders in der Musikrevue One Mo’ Time!.